# Mario Caserini
 (décembre 2023).
Si vous disposez d'ouvrages ou d'articles de référence ou si vous connaissez des sites web de qualité traitant du thème abordé ici, merci de compléter l'article en donnant les références utiles à sa vérifiabilité et en les liant à la section « Notes et références ».
Mario Caserini, né le 26 février 1874 à Rome (Italie) et mort le 17 novembre 1920 dans cette même ville, est un pionnier du cinéma italien, actif dans la première moitié du XXe siècle, à l'époque du cinéma muet.

## Biographie
Mario Caserini est né à Rome et a épousé l'actrice italienne Maria Gasparini. Il fut actif principalement comme réalisateur, a tourné 70 films surtout historiques ou des adaptations d'œuvres littéraires. Son œuvre la plus connue est le monumental Les Derniers Jours de Pompéi (Gli ultimi giorni di Pompei) dont il fut à la fois le réalisateur et scénariste. Il a été acteur dans quelques films.
Son film Otello, tourné en 1906, est considéré comme la première adaptation cinématographique de l'œuvre de William Shakespeare.

## Filmographie

### Réalisateur
- 1905 : Viaggio al centro della luna
- 1906 : Pierrot amoureux (Il romanzo di un Pierrot ou Pierrot innamorato)
- 1906 : Otello
- 1907 : Garibaldi
- 1907 : Il fornaretto di Venezia
- 1908 : Roméo et Juliette
- 1908 : Leggenda medievale
- 1908 : L'abbandonata
- 1909 : La Vie de Jeanne d'Arc (Giovanna d'Arco)
- 1909 : Wanda Soldanieri
- 1909 : Les Trois Mousquetaires (I tre moschettieri)
- 1909 : La Dame de Monsoreau (La signora di Monsoreau)
- 1909 : Parsifal
- 1909 : Marco Visconti (it)
- 1909 : Macbeth
- 1909 : L'innominato
- 1909 : La gerla di papà Martin (it)
- 1909 : Beatrice Cenci
- 1909 : Bianca Cappello
- 1910 : Hamlet (Amleto)
- 1910 : Lucrèce Borgia (Lucrezia Borgia)
- 1910 : Lucia di Lammermoor
- 1910 : Jane Eyre
- 1910 : Jeanne la folle (Giovanna la pazza)
- 1910 : La Bataille de Legnano (Federico Barbarossa)
- 1910 : Cola di Rienzo
- 1910 : Messaline
- 1910 : Il Cid
- 1910 : Catilina
- 1910 : Anita Garibaldi (it)
- 1910 : L'amorino
- 1910 : Jean de Médicis (Giovanni dalle Bande Nere)
- 1911 : Napoléon à Sainte-Hélène (Napoleone a Sant'Elena)
- 1911 : Romola
- 1911 : Le Roman d'un jeune homme pauvre (L'ultimo dei Frontignac)
- 1911 : Mademoiselle de Scudery
- 1911 : Antigone
- 1912 : La Rampe (La ribalta)
- 1912 : Mam'zelle Nitouche (Santarellina)
- 1912 : Nelly, la dompteuse (Nelly, la domatrice)
- 1912 : Il pellegrino
- 1912 : Infamie arabe (Infamia araba)
- 1912 : Siegfried (Sigfrido)
- 1912 : Les Mille de Garibaldi (it)
- 1912 : Le Saint Graal (Parsifal)
- 1912 : Les Chevaliers de Rhodes (I cavalieri di Rodi)
- 1913 : Mater dolorosa
- 1913 : Dante et Béatrice (it) (Dante e Beatrice)
- 1913 : Il treno degli spettri
- 1913 : Néron et Agrippine (Nerone e Agrippina)
- 1913 : Ma l'amor mio non muore
- 1913 : Florette et Patapon (it) (Florette e Patapon)
- 1913 : Les Derniers Jours de Pompéi
- 1914 : Nidia la cieca
- 1915 : La gorgona (it)
- 1915 : La pantomima della morte (it)
- 1915 : Monna Vanna
- 1916 : La vida y la muerte
- 1916 : L'amor tuo mi redime (Pero tu amor me redime)
- 1916 : Madame Tallien coréalisé avec Enrico Guazzoni
- 1916 : Fiore d'autunno  (Flor de otoño)
- 1916 : Come quel giorno  (Como aquel día)
- 1916 : Amor enemigo
- 1916 : Amore che uccide
- 1916 : La divetta del reggimento
- 1917 : Chi mi darà l'oblio senza morte?  (¿Quién me hará olvidar sin morir?)
- 1917 : L'ombra
- 1917 : Il filo della vita
- 1917 : Resurrezione (it)
- 1918 : La signora Arlecchino
- 1918 : Il dramma di una notte a Calcutta
- 1919 : Primerose
- 1919 : Tragedia senza lagrime
- 1919 : Capitan Fracassa
- 1920 : Las delicias del campo
- 1921 : Fior d'amore

- Anita Garibaldi (1910)
- Nelly, la dompteuse (1912)
- Parsifal (1912)
- La ribalta (1912)
- Ma L'amor mio non muore (1913)
- Gli ultimi giorni di Pompei (1913)

### Acteur
- 1906 : Pierrot amoureux, de Mario Caserini
- 1906 : Otello, de Mario Caserini et Gaston Velle
- 1908 : Roméo et Juliette, de Mario Caserini
- 1909 : Wanda Soldanieri, de Mario Caserini
- 1916 : Come quel giorno Como aquel día, de Mario Caserini

### Scénariste
- 1913 : Les Derniers Jours de Pompéi, de Mario Caserini
- 1916 : Fiore d'autunno / Flor de otoño, de Mario Caserini
- 1916 : Come quel giorno / Como aquel día, de Mario Caserini
- 1919 : Capitan Fracassa, de Mario Caserini

## Galerie

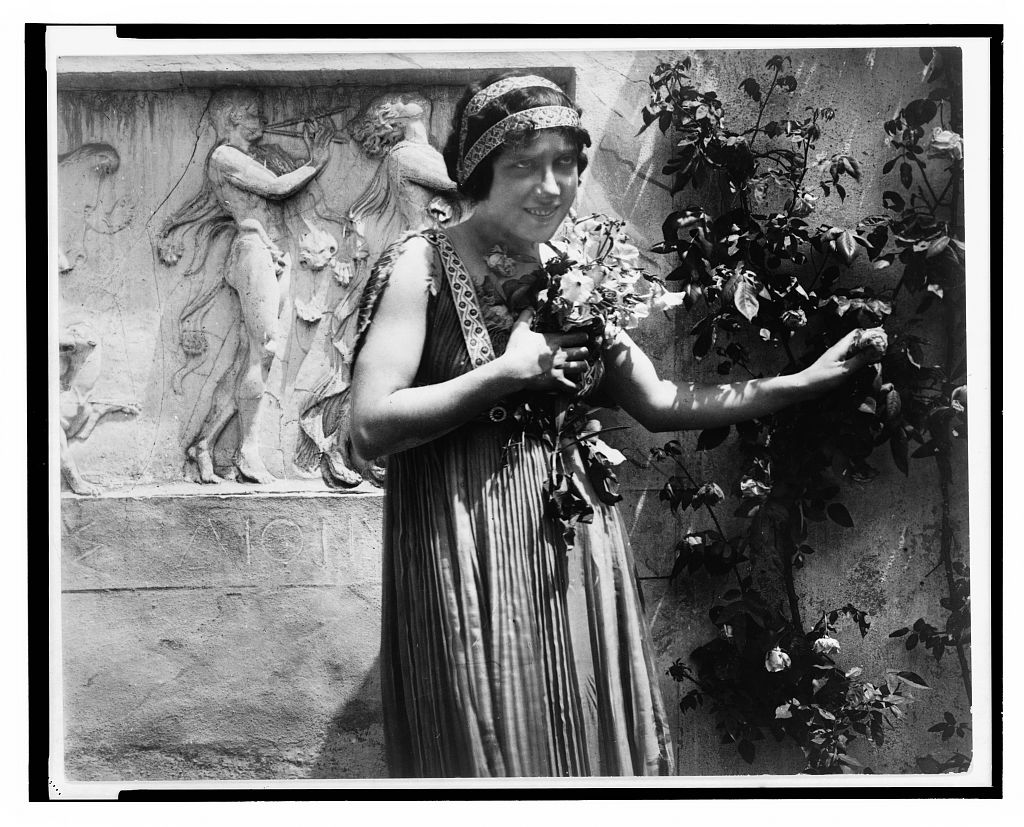
Scène des Derniers Jours de Pompéi.
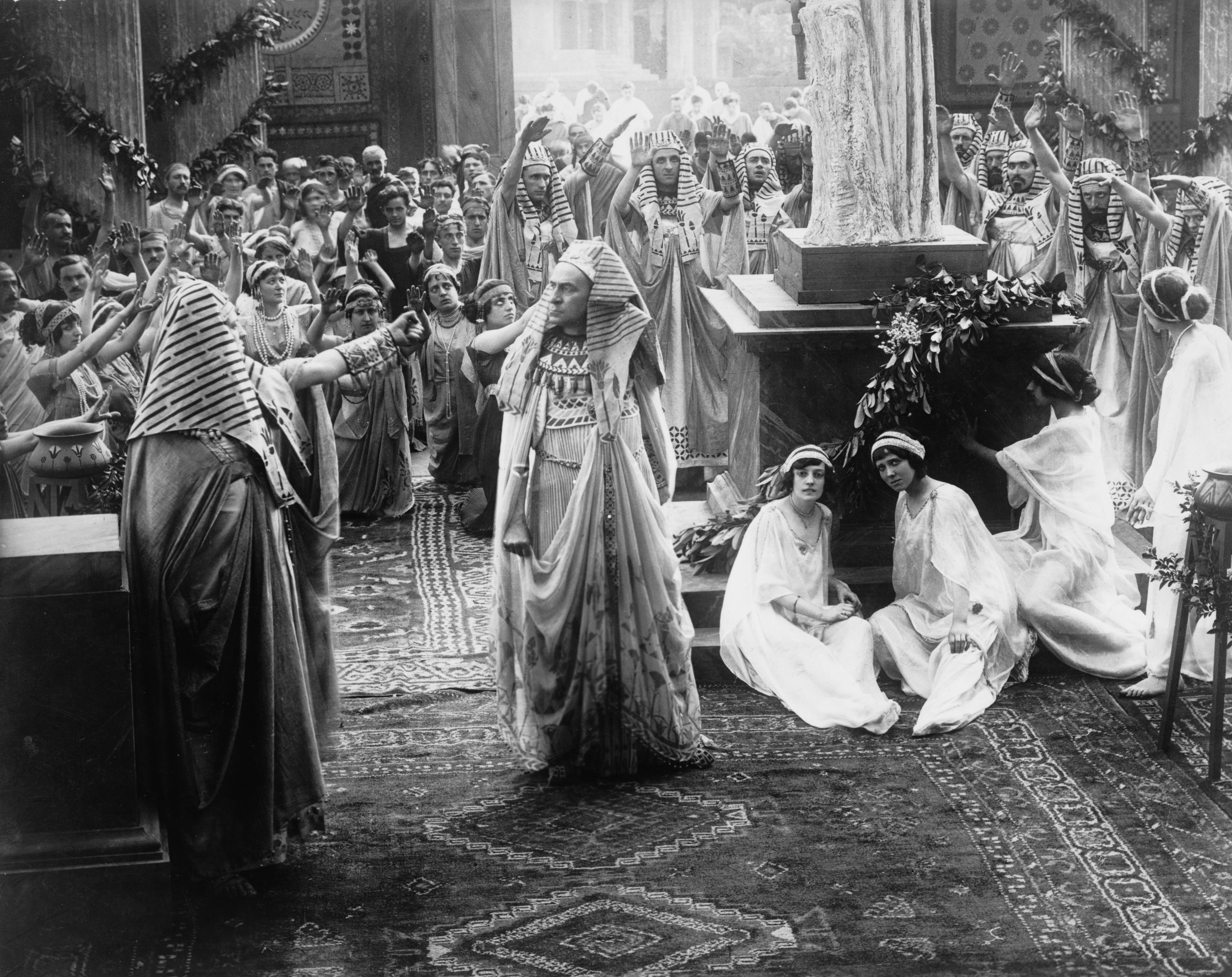
Scène des Derniers Jours de Pompéi.
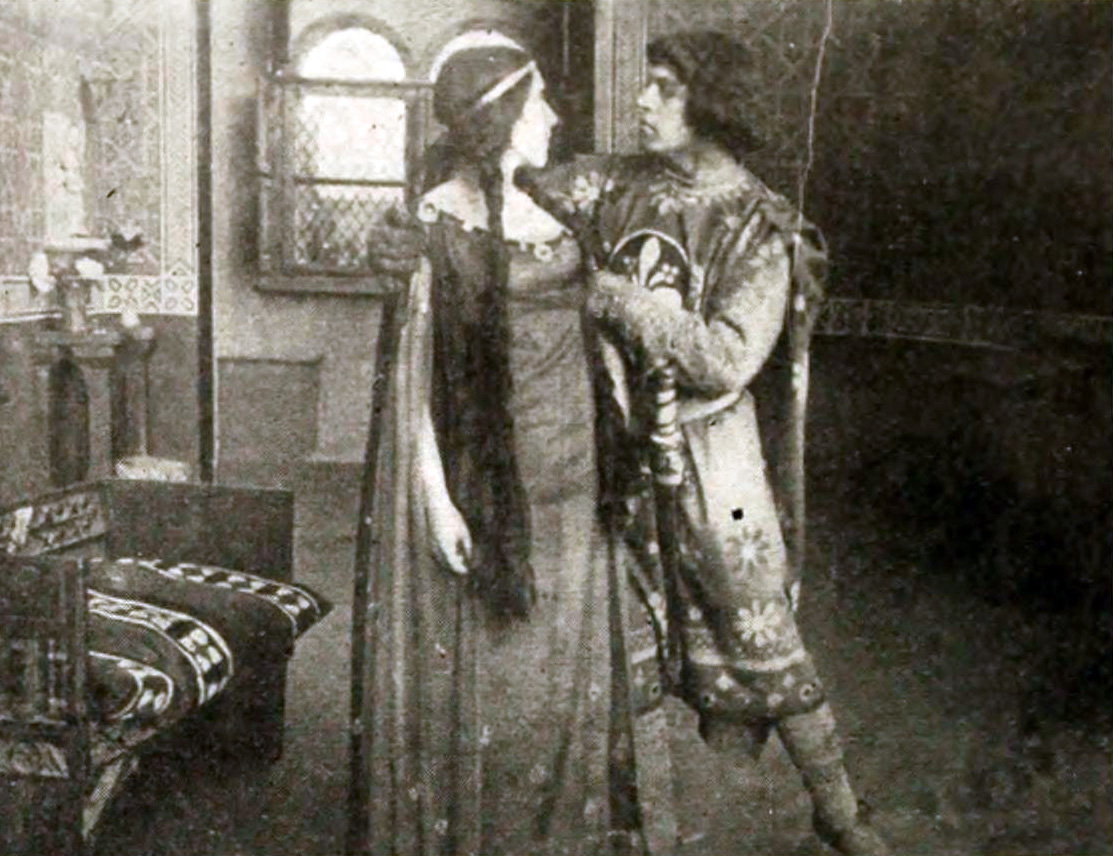
Scène de La gorgona.